# Remsen (Iowa)
Remsen es una ciudad ubicada en el condado de Plymouth en el estado estadounidense de Iowa. En el Censo de 2010 tenía una población de 1663 habitantes y una densidad poblacional de 507,18 personas por km².

## Geografía
Remsen se encuentra ubicada en las coordenadas 42°48′53″N 95°58′21″O / 42.81472, -95.97250. Según la Oficina del Censo de los Estados Unidos, Remsen tiene una superficie total de 3.28 km², de la cual 3.28 km² corresponden a tierra firme y (0%) 0 km² es agua.

## Demografía
Según el censo de 2010, había 1663 personas residiendo en Remsen. La densidad de población era de 507,18 hab./km². De los 1663 habitantes, Remsen estaba compuesto por el 98.2% blancos, el 0.06% eran afroamericanos, el 0.48% eran amerindios, el 0.18% eran asiáticos, el 0% eran isleños del Pacífico, el 0.54% eran de otras razas y el 0.54% pertenecían a dos o más razas. Del total de la población el 1.92% eran hispanos o latinos de cualquier raza.